# Висенте Рива Паласио, Ел Пинзан Гачо (Апазинган)
Висенте Рива Паласио, Ел Пинзан Гачо (шп. Vicente Riva Palacio, El Pinzán Gacho) насеље је у Мексику у савезној држави Мичоакан у општини Апазинган. Насеље се налази на надморској висини од 240 м.

## Становништво
Према подацима из 2005. године у насељу је живело 9 становника.

### Хронологија
| Година       | 2000         | 2005 |
| ------------ | ------------ | ---- |
| Становништво | 35 (21 / 14) | 9    |

### Попис
| # | Индикатор                        | Вредност |
| - | -------------------------------- | -------- |
| 1 | Укупно појединачних домаћинстава | 2        |